# Arnold Szyfman
Arnold Szyfman, né le 23 novembre 1882 en Voïvodie des Basses-Carpates et mort le 11 janvier 1967 à Varsovie est un journaliste, directeur de théâtre, dramaturge et metteur en scène polonais. 

## Biographie
De 1902 à 1905, il étudie la philosophie à l'université Jagellonne de Cracovie. Il poursuit en parallèle, durant l'année universitaire de 1903 à 1904, des études à l'université de Berlin. Il obtient, en 1906, un doctorat en philosophie. Dès sa sortie de l'université, il collabore au journal Świat (Le Monde) où il s'occupe notamment de la rubrique culturelle et plus particulièrement du théâtre auquel il s'intéresse, créant des saynètes. L'une d'elles, Fifi est mise en scène au Grand Théâtre Juliusz-Słowacki de Cracovie par Ludwik Solski.
En 1909, Arnold Szyfman fait entreprendre la construction du théâtre Polski, un théâtre classique parfois comparé à la Comédie-Française dont il devient directeur. La première œuvre représentée est une pièce du dramaturge Zygmunt Krasiński. Szyfman y programme des œuvres d'Aleksander Zelwerowicz et plus tard de Leon Schiller.
Durant la Seconde Guerre mondiale, il continue à vivre à Varsovie, clandestinement et sous un pseudonyme. Après la guerre, il reprend la direction du théâtre Polski et relance une nouvelle programmation.
En 1950, il est nommé directeur du Grand Théâtre de Varsovie.